# Looking Glass (Band)
Looking Glass war eine US-amerikanische Rockband aus den 1970er Jahren. 

## Bandgeschichte
Gegründet wurde Looking Glass Ende der 1960er als Studentenband von Elliot Lurie, Lawrence Gonsky und Pieter Sweval in New Brunswick, New Jersey. Nach einer kurzzeitigen Trennung nach dem Abschluss der Universität kamen sie erneut zusammen, wobei Sweval noch den Schlagzeuger Jeffrey Grob mitbrachte, und sie tourten in New Jersey. Dabei spielten sie auch eigene Stücke, die vor allem von Lurie geschrieben wurden. Schon nach kurzem wurden sie von Clive Davis von Columbia Records entdeckt und unter Vertrag genommen.
1972 nahmen sie den selbst geschriebenen Song Brandy (You're a Fine Girl) auf. Dieser entwickelte sich zu einem großen Hit, der Platz 1 in den US-Billboard-Charts erreichte und sich über eine Million Mal verkaufte. Das Lied handelt von der Bedienung in einer Hafenkneipe, die sich in einen Seemann verliebt. Ihre Liebe bleibt jedoch unerfüllt, weil „seine Liebe, sein Leben und seine Braut die See ist“. 
Allerdings war der melodisch-melancholische Popsong nicht gerade typisch für Looking Glass, die hauptsächlich Southern Rock und etwas härtere Klänge bevorzugten. Das merkte die Band bei ihrem nachfolgenden Debütalbum, das zwar immerhin 16 Wochen in den „Top LPs & Tapes“ (heute Billboard 200) blieb, aber nicht über Platz 113 hinaus kam. Aber vor allem hinterließen sie viele enttäuschte Konzertbesucher, die mehr Lieder à la Brandy erwarteten. So blieben auch weitere Single-Erfolge aus. Einzig mit Jimmy Loves Mary-Anne gelang es ihnen, den Sound ihres großen Hits erfolgreich aufzugreifen, und sie hatten damit eineinhalb Jahre später noch einen einzigen weiteren Top-40-Hit.

## Nach Looking Glass
So kam bereits 1974 das Ende von Looking Glass. Elliot Lurie versuchte sich vergebens an einer Solokarriere, ist aber seit Mitte der 1980er Jahre bis heute bei vielen bekannten Filmen wie zum Beispiel Jumpin' Jack Flash, Alien 3, Stuart Little und I Spy als Music Supervisor tätig.
Pieter Sweval und Jeff Grob gründeten nach der Trennung die Heavy-Metal-Band Starz, die noch einige weitere kleinere Charthits zu verzeichnen hatte. Doch bis Ende der 1970er brach auch diese Band wieder auseinander. 1979 war er Gründungsmitglied der von Sean Delaney ins Leben gerufenen Band Skatt Bros. Sweval starb 1990 an Krebs. Lurie formte die Band 2003 mit anderen Mitgliedern erneut, jedoch ohne großen Erfolg.

## Sonstiges
Anfang 1972 hatte auch Scott English einen kleineren Hit mit einem selbst geschriebenen Song mit dem Titel Brandy. Als Barry Manilow später diesen Titel neu aufnahm, wurde er umbenannt, damit er nicht mit dem Looking-Glass-Hit verwechselt wurde. Mit seiner Mandy hatte er daraufhin auch einen US-Nummer-1-Hit.
Fast drei Jahrzehnte nach Looking Glass nahmen die Red Hot Chili Peppers das Lied Brandy (You're a Fine Girl) in ihr Live-Repertoire auf. Es ist auf dem Konzertmitschnitt Live in Hyde Park zu hören. Es ist die einzige bekanntere Coverversion des Hits.

## Mitglieder
- Elliot Lurie (* 19. August 1948 in Brooklyn, New York), Sänger, Gitarrist, Songwriter
- Pieter Sweval (* 13. April 1948 in Toms River, New Jersey; † 23. Januar 1990), Bassist
- Larry Gonsky (* 20. Oktober 1949 in Paterson, New Jersey), Klavier
- Jeffrey Grob (* 6. Dezember 1950), Schlagzeuger, nannte sich später Joe X. Dube

## Diskografie
Alben
- 1972: Looking Glass
- 1973: Subway Serenade

Singles
- 1972: Brandy (You’re a Fine Girl) (UK: Silber)
- 1972: Golden Rainbow
- 1973: Rainbow Man
- 1973: Jimmy Loves Mary-Anne